# Belgia
Regatul Belgiei (în neerlandeză Koninkrijk België, în franceză Royaume de Belgique, în germană Königreich Belgien), cunoscut colocvial ca Belgia (neerlandeză België, franceză Belgique, germană Belgien; ) este o țară în Europa de Vest. Este unul dintre membrii fondatori ai Uniunii Europene și găzduiește majoritatea instituțiilor acesteia precum și alte instituții internaționale importante, inclusiv NATO. Belgia ocupă un teritoriu de 30.528 km² și are o populație de peste 11 milioane de locuitori. Belgia se învecinează cu Țările de Jos, Germania, Marele Ducat al Luxemburgului, Franța și Marea Nordului.
Belgia este situată pe frontiera ce divide Europa germanică de Europa latină iar cele două mari regiuni ale țării marchează acest lucru. Regiunea de limbă neerlandeză Flandra, situată în jumătatea de nord a țării, are 58% din populație iar regiunea de limbă franceză Valonia, situată în jumătatea de sud, are 32% din populație. Regiunea Capitalei Bruxelles, oficial bilingvă, este o enclavă majoritar francofonă situată în Regiunea Flamandă, dar în apropiere de frontiera cu regiunea valonă și are 10% din populație. O mică comunitate germanofonă există în estul Valoniei. Diversitatea lingvistică și conflictele politice și culturale asociate acesteia sunt reflectate în istoria politică și în sistemul complex de guvernare
Numele 'Belgia' este derivat din numele provinciei romane Gallia Belgica, situată în extremitatea nordică a Galiei, locuită inițial de către belgi, un amestec de popoare celtice și germanice. Aceștia sunt menționați de către Iulius Cezar în Commentarii de Bello Gallico, numindu-i drept cei mai puternici dintre gali: "Horum omnium fortissimi sunt Belgæ".

## Istorie

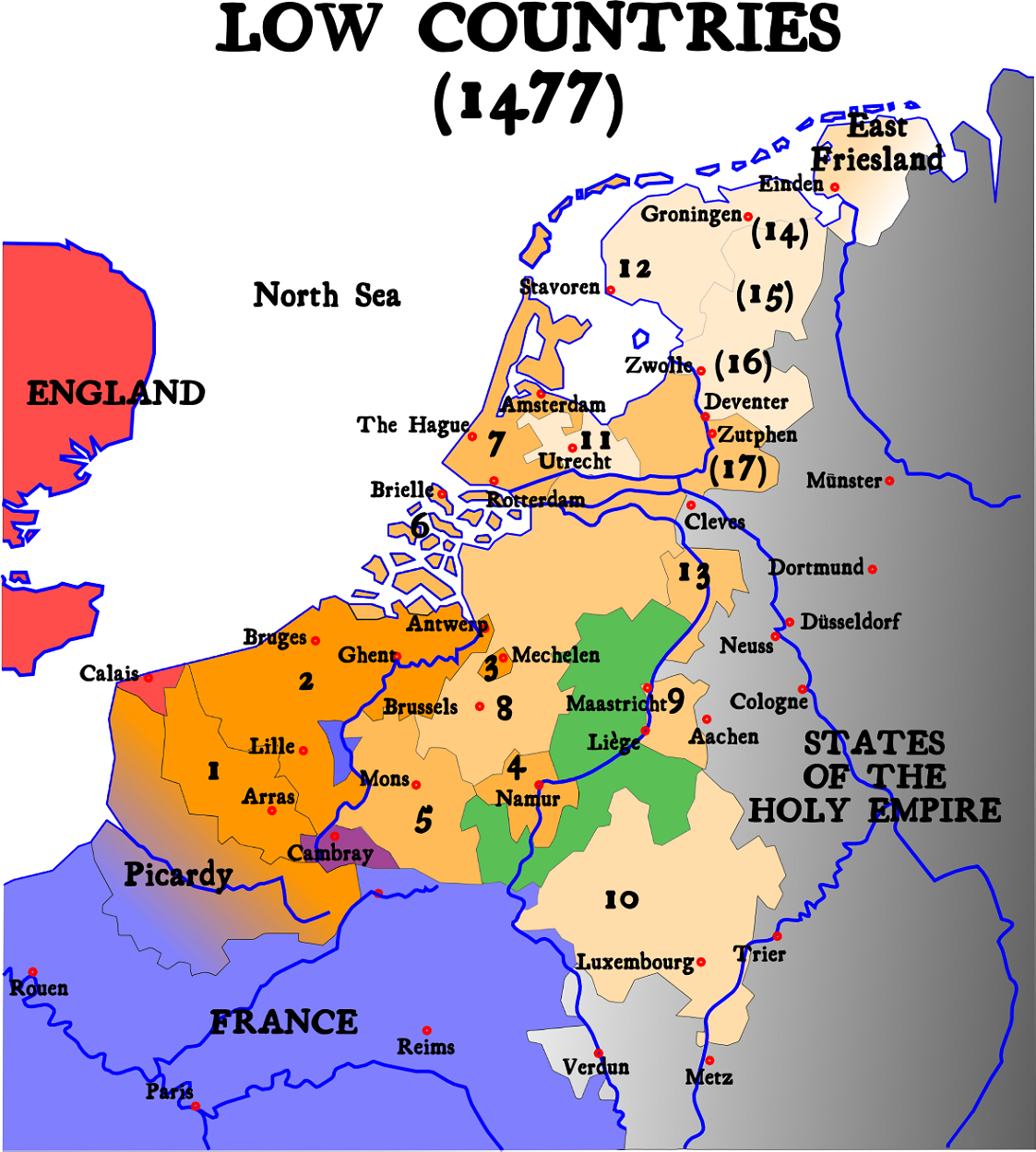
Cele Șaptesprezece Provincii (portocaliu, cafeniu și galben) și Episcopia de Liège (verde)

Numele de „Belgia” provine din Gallia Belgica, numele unei provincii romane din nordul Galiei care, înainte de invazia romană din 100 î.e.n., era locuită de Belgae, un amestec de populații celtice și germanice.
O migrație treptată a francilor germanici în secolul al V-lea a adus zona sub dominația regilor merovingieni. Schimbarea treptată a echilibrului puterilor în secolul al VIII-lea a dus la evoluția regatului franc în Imperiul Carolingian.
Tratatul de la Verdun din 843 a împărțit regiunea în Francia de Mijloc și cea de Vest și astfel într-o mulțime de fiefuri mai mult sau mai puțin independente care, în Evul Mediu, au fost vasale fie regelui Franței, fie împăratul Sfântului Imperiu Roman.
Multe dintre aceste fiefuri s-au unit în cadrul Țărilor de Jos Burgunde în secolele al XIV-lea și al XV-lea.
Împăratul Carol al V-lea a extins uniunea personală a celor Șaptesprezece Provincii în anii 1540, făcând din ele mai mult decât o uniune personală, prin Pragmatica Sancțiune din 1549 și și-a sporit influența asupra Principatului Eclesiastic de Liège.
Războiul de Optzeci de Ani (1568–1648) a împărțit Țările de Jos în Provinciile Unite (în nord, Belgica Foederata în latină, „Țările de Jos Federate”) și Țările de Jos Meridionale (Belgica Regia, „Țările de Jos Regale”). Cele din urmă au fost guvernate succesiv de către habsburgii spanioli și de către cei austrieci și se întindea pe mare parte din teritoriul Belgiei moderne. Acesta a fost teatrul de operațiuni în Războiul Franco-Spaniol și cel Franco-Austriac în secolele al XVII-lea și al XVIII-lea. După campaniile din 1794 din cadrul Războaielor Revoluției Franceze, Țările de Jos—inclusiv teritoriile care nu fuseseră vreodată sub dominație Habsburgică, cum ar fi Principatul Eclesiastic de Liège—au fost anexate de Prima Republică Franceză, punând capăt dominației austriece în regiune. Reunificarea Țărilor de Jos sub numele de Regatul Unit al Țărilor de Jos a avut loc după dezmembrarea Primului Imperiu Francez în 1815.
Revoluția Belgiană din 1830 a dus la înființarea Belgiei independente, catolice, burgheze, neutre și oficial francofone, condusă de un guvern provizoriu și un congres național.
De la instalarea lui Leopold I ca rege la 21 iulie 1831 (astăzi sărbătorită ca zi națională a Belgiei), Belgia este o monarhie constituțională și democrație parlamentară, cu o constituție seculară bazată pe codul napoleonian. Deși inițial restrâns, votul universal pentru bărbați a fost introdus după greva generală din 1893 (cu vot plural până în 1919) și pentru femei după 1949.
Principalele partide politice din secolul al XIX-lea au fost Partidul Catolic și Partidul Liberal, Partidul Belgian al Muncii apărând către sfârșitul veacului. Franceza a fost la început singura limbă oficială adoptată de nobilime și de burghezie. Treptat, ea și-a pierdut importanța, neerlandeza fiind și ea recunoscută. Recunoașterea a devenit oficială în 1898, iar în 1967 a fost acceptată versiunea Constituției în limba neerlandeză.
Conferința de la Berlin din 1885 a cedat controlul asupra Statului Independent Congo regelui Regele Leopold al II-lea ca posesiune personală a sa. Din 1900 au apărut îngrijorări pe plan internațional cu privire la tratamentul extrem și sălbatic aplicat populației congoleze sub Leopold al II-lea, pentru care Congo era în principal o sursă de venit din producția de fildeș și cauciuc. În 1908, această indignare a determinat statul belgian să își asume responsabilitatea pentru guvernarea coloniei, denumită de atunci Congo Belgian.
Germania a invadat Belgia în 1914 în contextul Planului Schlieffen și mare parte din luptele de pe Frontul de Vest din Primul Război Mondial au avut loc în partea de vest a țării. Primele luni ale conflagrației au fost denumite Violul Belgiei din cauza atrocităților germane. Belgia a preluat coloniile germane Ruanda-Urundi (astăzi, Rwanda și Burundi) în timpul războiului, iar ele au fost încredințate Belgiei în 1924 prin mandat al Ligii Națiunilor. După război, districtele prusace Eupen și Malmedy au fost anexate de Belgia în 1925, aducând în granițele țării o minoritate germanofonă.
Țara a fost din nou invadată de Germania în 1940 și a fost ocupată până la eliberarea sa de către Aliați în 1944. După al Doilea Război Mondial, o grevă generală l-a obligat pe Leopold al III-lea, pe care mulți îl considerau un colaborator al germanilor în timpul războiului, să abdice în 1951. Congo Belgian a dobândit independența în 1960 în timpul Crizei Congoleze;
Ruanda-Urundi a obținut și ea independența după doi ani. Belgia a aderat la NATO ca membru fondator și a format grupul de țări Benelux împreună cu Țările de Jos și Luxemburg. Belgia a devenit unul dintre cei șase membri fondatori ai Comunității Europene a Cărbunelui și Oțelului în 1951 și a Comunității Europene pentru Energie Atomică și Comunității Economice Europene, înființată în 1957. Cea din urmă este actualmente Uniunea Europeană, ale cărei principale instituții administrative, între care Comisia Europeană, Consiliul Uniunii Europene și sesiunile extraordinare ale Parlamentului European, își au sediul în Belgia.

## Politică
Belgia este o monarhie constituțională și populară și o democrație parlamentară. Parlamentul federal bicameral este format din Senat și Camera Reprezentanților. Prima dintre ele este formată din 40 de politicieni aleși direct și din 21 de reprezentanți numiți de cele 3 parlamente comunitare, 10 senatori cooptați (aleși de alți senatori) și copiii regelui, care sunt senatori de drept și care în practică nu votează. Cei 150 de reprezentanți din Cameră sunt aleși după un sistem proporțional în 11 circumscripții electorale. Belgia are vot obligatoriu și din acest motiv are una dintre cele mai mari prezențe la urne din lume.
Regele (actualmente Filip) este șeful statului, deși are prerogative limitate. El numește miniștrii, inclusiv prim-ministrul, dacă aceștia au primit vot de încredere din partea Camerei Reprezentanților pentru a forma guvernul federal. Consiliul de Miniștri este format din cel mult cincisprezece membri. Cu posibila excepție a prim-ministrului, Consiliul de Miniștri trebuie să fie compus dintr-un număr egal de membri francofoni și neerlandofoni.
Sistemul judiciar se bazează pe codul civil ce își are originea în codul napoleonian. Curtea de Casație este instanța supremă, având subordonată Curtea de Apel.
Instituțiile politice ale Belgiei sunt complexe; mare parte din puterea politică este organizată în jurul nevoii de a reprezenta principalele comunități culturale ale țării.
De pe la 1970, principalele partide politice belgiene s-au împărțit în componente distincte ce reprezintă în principal interesele lingvistice și politice ale comunităților.
Marile partide din fiecare comunitate, deși apropiate de centrul politic, aparțin a trei grupuri principale: creștin-democrații, liberalii, și social-democrații.
Alte partide notabile s-au înființat mult după jumătatea secolului al XX-lea, în principal în jurul unor tematici lingvistice, naționaliste sau ecologiste sau pe agende liberale de nișă.
O serie de guverne de coaliție de orientare creștin-democrată începută în 1958 s-a rupt în 1999 după criza dioxinei, un mare scandal legat de contaminarea alimentelor.
A apărut o „coaliție-curcubeu” de șase partide: liberali, verzi și social democrați flamanzi și francofoni.
Ulterior, „coaliția violet” a liberalilor și social-democraților s-a format în urma dispariției din Parlament a verzilor după alegerile din 2003.
Guvernul condus de premierul Guy Verhofstadt între 1999 și 2007 a guvernat cu bugete echilibrate, cu unele reforme fiscale, o reformă a pieței muncii, a planificat o reducere a utilizării energiei nucleare și a inițiat legi ce permiteau anchetarea mai agresivă a crimelor de război și erau mai indulgente cu utilizarea drogurilor ușoare. Restricțiile asupra eutanasiei au fost reduse și căsătoriile între persoane de același sex au fost legalizate. Guvernul a promovat diplomația activă în Africa și s-a opus invadării Irakului.
Coaliția lui Verhofstadt a obținut rezultate slabe în alegerile din iunie 2007. Timp de peste un an, țara s-a aflat într-o criză politică. Această criză a fost de așa natură încât mulți observatori au speculat pe marginea unei posibile dezmembrări a Belgiei. Din 21 decembrie 2007 până la 20 martie 2008, a fost în funcție, interimar, al treilea guvern Verhofstadt. Această coaliție de creștin-democrați flamanzi și francofoni, liberali flamanzi și francofoni cu social-democrații francofoni a fost guvern interimar până în 20 martie 2008. În acea zi, noul guvern, condus de creștin-democratul flamand Yves Leterme, câștigătorul alegerilor federale din iunie 2007, a depus jurământul în fața regelui. La 15 iulie 2008, Leterme a anunțat demisia guvernului său, întrucât nu realizase niciun progres în ce privește reformele constituționale, dar a continuat să rămână în funcție.
În decembrie 2008, el a oferit din nou demisia guvernului în urma crizei declanșate de vânzarea grupului financiar Fortis către BNP Paribas. De această dată, demisia i-a fost acceptată iar creștin-democratul flamand Herman Van Rompuy a depus jurământul ca prim ministru la 30 decembrie 2008.
După ce Herman Van Rompuy a fost desemnat ca președinte al Consiliului European la 19 noiembrie 2009, el a prezentat demisia guvernului la 25 noiembrie 2009. După câteva ore, a depus jurământul noul guvern condus de primul ministru Yves Leterme. La 22 aprilie 2010, Leterme a oferit din nou demisia guvernului după ce unul dintre partenerii de coaliție, OpenVLD, s-a retras de la guvernare, iar la 26 aprilie 2010 regele Albert i-a acceptat demisia.
Alegerile legislative din Belgia din 13 iunie 2010 au făcut din gruparea naționalistă flamandă N-VA cel mai mare partid din Flandra, și din Partidul Socialist — cel mai mare din Valonia. Până în decembrie 2011, Belgia a fost guvernată de cabinetul interimar demisionar al lui Leterme, așteptând sfârșitul unor negocieri de formare a unui nou guvern. La 30 martie 2011, se stabilise un nou record mondial pentru perioada trecută fără guvern oficial, depășind chiar și Irakul de imediat după război. În cele din urmă, în decembrie 2011, a depus jurământul guvernul actual condus de premierul socialist valon Elio Di Rupo.

### Comunități și regiuni
| Comunitatea flamandă (vorbitoare de neerlandeză) | Comunitatea franceză (vorbitoare de franceză) | Comunitatea germanofonă      |
| Regiunea Flamandă                                | Regiunea Valonă                               | Regiunea Capitalei Bruxelles |

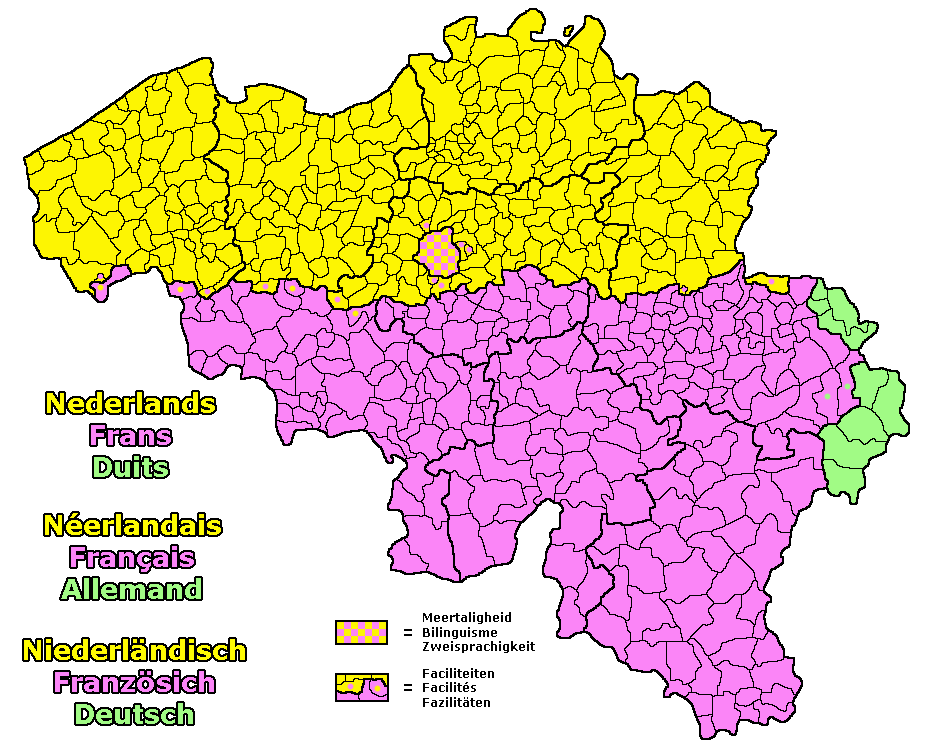
Limbile oficiale din Belgia: neerlandeza (galben), franceza (roz), germana (verde).

Pe lângă nivelul federal, conform constituției revizuite în 1993, Belgia conține încă 2 niveluri de administrație federală:
- 3 comunități lingvistice:
  - Comunitatea flamandă din Belgia;
  - Comunitatea franceză din Belgia;
  - Comunitatea germanofonă din Belgia.
- 3 regiuni:
  - Flandra, subdivizată în 5 provincii:
    - Anvers;
    - Limburg;
    - Flandra de Est;
    - Flandra de Vest;
    - Brabantul Flamand.

  - Valonia, subdivizată în 5 provincii: 
    - Brabantul Valon;
    - Namur;
    - Liège;
    - Hainaut;
    - Luxemburg;

  - Regiunea Capitalei Bruxelles.

Fiecare Comunitate și Regiune are propria adunare legislativă și propriul guvern. Regiunea Capitalei Bruxelles este oficial bilingvă, ambele Comunități majore exercitându-și autoritatea pe teritoriul acesteia, pentru chestiunile comunitare comune existând o Comisie Comunitară Comună. Viziunile diferite ale celor două Comunități majore se reflectă în structura particulară a instituțiilor oficiale federale. În Flandra Comunitatea și Regiunea au fuzionat, în timp ce Comunitatea franceză s-a limitat doar la transferarea unor competențe către Regiuni. Din acest motiv, sistemul administrativ este asimetric, instituțiile echivalente din Regiuni diferite neavând aceleași puteri. Conflictele dintre diferitele corpuri instituționale ale structurii federale sunt rezolvate de către Curtea Constituțională a Belgiei.
Provinciile și Regiunea Capitalei Bruxelles sunt subdivizate în comune. Cu excepția celor 19 comune din Regiunea Capitalei care sunt bilingve franco-neerlandeze, comunele din cele 2 regiuni au o singură limbă oficială, limba comunității de care ține comuna. Din acestea 27 sunt comune cu facilități, comune în care o serie de servicii publice sunt oferite în altă limbă decât limba oficială a comunei. Din punct de vedere electoral și al organizării teritoriale a tribunalelor, comunele sunt grupate în arondismente.

### Autoritatea politică
Guvernul federal păstrează autoritatea asupra chestiunilor comune: justiția, apărarea, poliția federală, energia nucleară, politica monetară, datoria publică, securitatea socială și controlează o parte importantă a finanțelor publice, sistemului de sănătate și a politicii internaționale. Poșta și Societatea de căi ferate sunt companii naționale deținute de stat, care sunt în responsabilitatea guvernului federal. Guvernul federal este responsabil de obligațiile Belgiei în cadrul UE și a OTAN.
Comunitățile își exercită autoritatea în cadrul unui teritoriu bine definit de frontiere lingvistice. Inițial competențele acestora erau legate de chestiunile lingvistice: educație, cultură, mijloacele de informare în masă și utilizarea limbii. Treptat acestora le-au fost transferate alte competențe care nu sunt direct legate de chestiunile lingvistice: sănătate (medicină generală și preventivă), asistență socială (protecția tinerilor, ajutor acordat familiilor, servicii de asistență a imigranților, etc.).
Regiunile au autoritate în chestiuni legate de teritoriu. Acestea includ economia, agricultura, lucrări publice, energie, transport, politica de gestionare a apei, a mediului, a locuințelor, planificarea orașelor și regională, conservarea naturii și comerțul exterior. Regiunile supraveghează provinciile, comunele și companiile de utilități intercomunale.

## Geografie

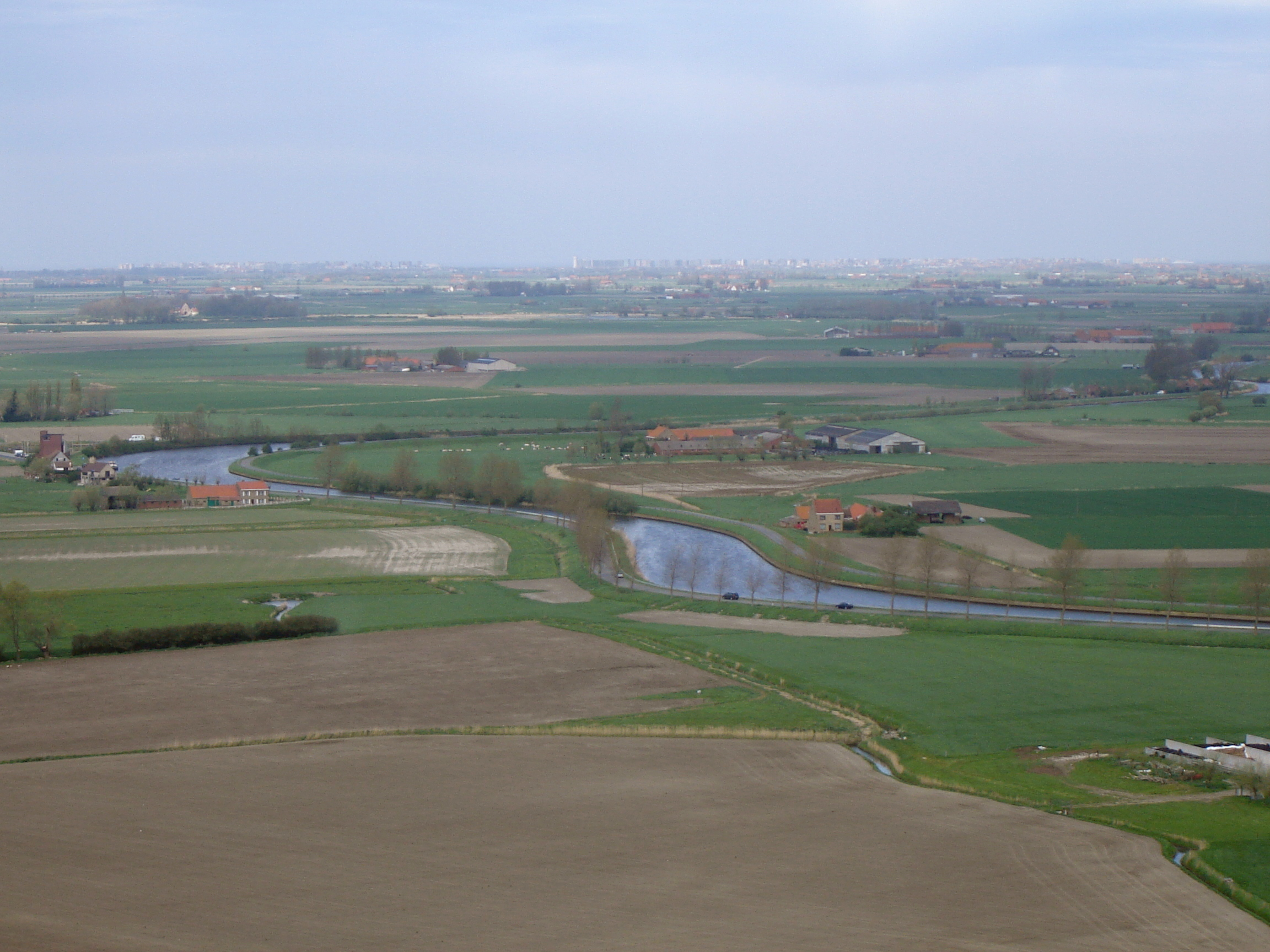
Poldere de-a lungul râului IJser

Belgia se învecinează cu Franța (pe 620 km), Germania (pe 167 km), Luxemburg (pe 148 km) și cu Țările de Jos (450 km). Suprafața sa totală, inclusiv apele de suprafață, este de 33.990 kilometri pătrați; suprafața uscatului este de 30.528 km2. Ea se află între latitudinile de 49° și 53° N, și între longitudinile de 2° și 7° E.
Belgia are trei regiuni geografice principale: câmpia litorală din nord-vest și platoul central aparțin ambele bazinului Anglo-Belgian; înălțimile Ardenilor din sud-est fac parte din centura orogenică hercinică. Bazinul Paris reprezintă o a patra mică zonă în extremitatea sudică a Belgiei, Lorena Belgiană.
Câmpia litorală constă în principal din dune și poldere. Spre interiorul continentului, peisajul rămâne neted și urcă ușor, câmpia fiind udată de numeroase ape, cu văi fertile și cu câmpia nord-estică Campine (Kempen). Dealurile și podișurile Ardenilor acoperite cu păduri dese sunt mai stâncoase și mai accidentate, cu peșteri și mici chei. Întinzându-se către vest, înspre Franța, această zonă este legată spre est de Eifelul din Germania prin platoul Hohes Venn, pe care se află Signal de Botrange, cel mai înalt punct al țării, la 694 m.
Clima este temperat-oceanică, cu precipitații semnificative în toate anotimpurile (Clasificarea Köppen: Cfb), ca și mare parte din Europa de nord-vest. Temperatura medie este minimă în ianuarie la 3 °C și maximă în iulie la 18 °C. Precipitațiile medii lunare variază de la 54 mm în februarie sau aprilie, la 78 mm în iulie. Mediile pe anii 2000–2006 prezintă minime zilnice de temperatură de 7 °C și maxime de 14 °C și precipitații lunare de 74 mm; acestea sunt cu circa 1 °C și respectiv 10 milimetri mai mari decât valorile normale pe ultima sută de ani.
Fitogeografic, Belgia se împarte între provinciile Atlantică Europeană și Central-Europeană din Regiunea Circumboreală a Regatului Boreal. Conform World Wide Fund for Nature, teritoriul Belgiei aparține ecoregiunii pădurilor de amestec atlantice. Datorită densității mari de populație, poziției sale în centrul Europei de Vest și a eforturilor politice inadecvate, Belgia se confruntă cu grave probleme ecologice. Un raport din 2003 sugerează că apele naturale belgiene
(de suprafață și de subsol) au cea mai scăzută calitate dintre toate cele 122 de țări studiate.
În Indicele-pilot al Performanței Ecologice pe 2006, Belgia a obținut un scor de 75,9% pentru prestație ecologică de ansamblu, fiind pe ultimul loc dintre toate țările membre ale UE, deși doar pe locul 39 din 133 de țări.

## Economie

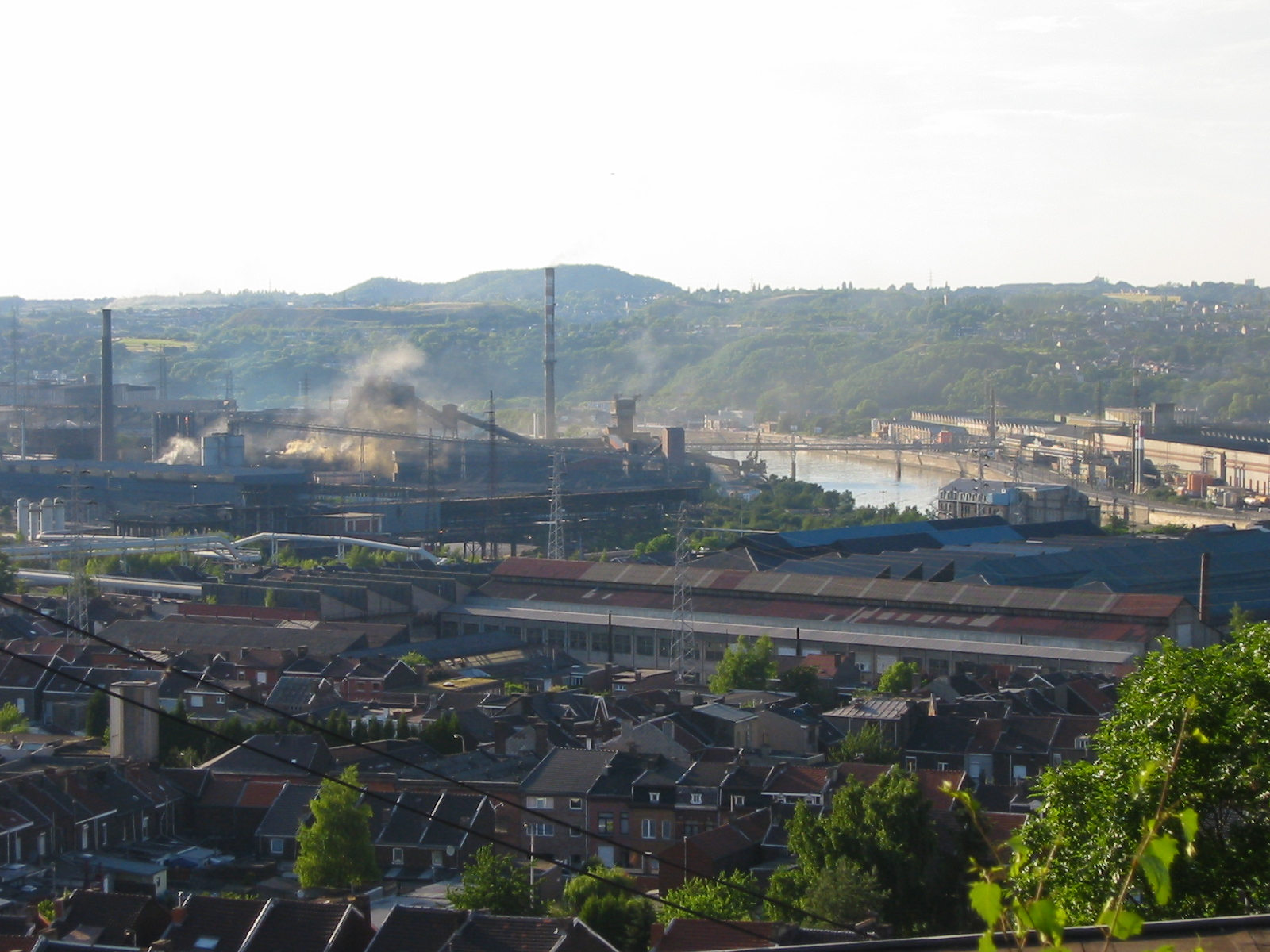
Complex metalurgic lângă Liège

Economia Belgiei și infrastructura sunt puternic integrate cu cele ale Europei de Vest. Belgia este situată în centrul unei regiuni puternic industrializate, ceea ce îi rezervă un loc printre primele zece țări în clasamentul comerțului internațional. Economia este caracterizată de o forță de muncă foarte productivă, un PIB ridicat și exporturi importante. Principalele produse de import sunt: alimente, echipamente industriale, produse petroliere și chimice, diamante brute, îmbrăcăminte și accesorii și textile. Principalele produse de export sunt automobilele, produse alimentare, oțel, produse petroliere, mase plastice, textile, diamante finisate.
Economia este puternic orientată spre sectorul serviciilor, dar prezintă diferențe regionale importante între Flandra, regiunea mai dinamică, și Valonia, regiune aflată într-o perioadă postindustrială afectată de dezafectarea industriilor tradiționale. Ca unul dintre membrii fondatori ai Uniunii Europene, Belgia sprijină integrarea economică europeană și politica de economie deschisă. În 1999, Belgia a adoptat moneda EURO care a înlocuit francul belgian definitiv în 2002. Din 1922 Belgia și Luxemburgul formează o zonă economică comună, iar din 1944 aceste țări fac parte din zona economică Benelux.
Belgia a fost prima țară din Europa Continentală care a trecut printr-o perioadă de revoluție industrială la începutul secolului XIX. Până la jumătatea secolului XX regiunea minieră și metalurgică valonă din jurul orașelor Liège și Charleroi s-a dezvoltat puternic, în timp ce Flandra a rămas preponderent o regiune agrară. După cel de-Al Doilea Război Mondial, Gent și Anvers s-au dezvoltat datorită industriei petrochimice și a activităților portuare. Anii 1970 au reprezentat o perioadă de recesiune datorită crizelor petroliere și a declinului industriei metalurgice. Politica economică mai liberală din Flandra au deplasat centrul economic al țării spre nord, acesta fiind concentrat actualmente în regiunea Bruxelles-Louvain-Anvers-Gent.
În intervalul 1990 – 2009, Belgia a primit Investiții străine directe (ISD) de 830 de miliarde de dolari.
În anul 2009, investițiile străine directe în Belgia au fost de 33,7 miliarde dolari, față de 110 miliarde în anul 2008.

### Transport
Belgia este foarte bine conectată la rețelele vest-europene de transport. Dispune de peste 3500 km de cale ferată din care aproximativ 3000 km sunt electrificați. Compania națională de transport feroviar este Societatea Națională de Căi Ferate Belgiene, care asigură majoritatea legăturilor feroviare. Datorită densității ridicate a populației, frecvența trenurilor este ridicată și costul transportului este redus. Serviciile internaționale sunt realizate fie cu trenuri InterCity spre Amsterdam, Strasbourg sau Zürich, fie prin trenuri de mare viteză spre Paris, Londra, Köln, Frankfurt, Amsterdam, Marsilia, Bordeaux.
Transportul urban și interurban este de competența regiunilor, existând trei societăți de transport în comun: De Lijn pentru regiunea Flandra, TEC pentru regiunea Valonia și STIB/MIVB pentru Regiunea Capitalei Bruxelles. Bruxelles este singurul oraș care are un sistem de metrou, sisteme de transport lejer și tramvaie existând în Bruxelles, Anvers, Charleroi și Gent. Tramvaiul de coastă belgian este o linie de tramvai interurban ce funcționează de-a lungul întregului litoral belgian, de la frontiera cu Franța până la frontiera cu Țările de Jos.
Belgia are peste 149.000 km de drumuri amenajate din care peste 1.700 km de autostrăzi. Marile aglomerații dispun de una sau mai multe centuri ocolitoare. Autostrăzile sunt notate cu litera 'A' și urmează traseele drumurilor europene, centurile sunt denumite 'ring' și sunt notate cu litera 'R' iar drumurile naționale sunt notate cu litera 'N'.
Portul Anvers este unul dintre cele mai mari porturi mondiale. Este situat pe estuarul râului Escaut și este un nod intermodal important. Alte porturi maritime sunt portul Bruges situat la Zeebrugge, portul Gent și portul Ostende. Belgia dispune de peste 2.000 km de canale navigabile din care peste 1.500 km sunt utilizate în mod curent. Principalele porturi interioare sunt cele de la Bruxelles și Liège.

## Demografie

Evoluția demografică din 1948 până în prezent

Belgia are unul dintre cele mai dens populate teritorii din Europa, 97% din populație locuind în mediul urban. Cu o densitate a populației de 342 loc/km², este a doua din Europa după Țările de Jos (cu excepția microstatelor). În 2004, 92% din populație erau cetățeni belgieni iar 6% erau cetățeni ai celorlalte state UE. În 2007 populația Regiunii Flamande era de 6.117.440 locuitori având Anvers, Gent și Bruges drept cele mai populate orașe, cea a Regiunii Valone era de 3.435.879 locuitori cu Charleroi, Liège și Namur drept cele mai populate orașe, iar cea a Regiunii Bruxelles era de 1.031.215 locuitori din care 2 din cele 19 comune aveau peste 100.000 locuitori.
Atât neerlandeza cât și franceza vorbite în Belgia au diferențe minore de vocabular și de nuanțe semantice față de limbile vorbite în Țările de Jos respectiv Franța. Mulți flamanzi folosesc curent dialecte locale flamande în mediul local. Limba valonă, principala limbă regională din Valonia este actualmente înțeleasă și vorbită de un procent infim de populație, în general persoane în vârstă. Dialectele acesteia precum și celelalte dialecte tradiționale din Valonia nu sunt folosite curent în viața publică.
Nu există statistici oficiale recente cu privire la utilizarea celor trei limbi oficiale sau a dialectelor acestora. Estimările cu privire la numărul vorbitorilor de limba neerlandeză estimează procentajul acestora la 57%-60%, cei de limba franceză reprezintă aproximativ 40%-43% iar cei vorbitori de limba germană reprezintă aproximativ 75.000 persoane, pentru 1% din populație
Catolicismul a fost unul dintre principalele motive ale independenței Belgiei și a avut un rol important în istoria țării. Instituția regală continuă să aibă în continuare o reputație de puternic catolică. Cu toate acestea statul este un stat secular cu o constituție laică ce prevede libertatea de religie. Cultele recunoscute oficial sunt subvenționate de stat, acestea fiind, în ordinea subvențiilor acordate: catolicismul, islamul, protestantismul, iudaismul, ortodoxismul și anglicanismul. În 2007 budismul a efectuat primii pași spre recunoașterea oficială.
La 1 ianuarie 2022 populația rezidentă estimată a Belgiei a fost de 11.584.008 locuitori, din care 10.100.333 cetățeni belgieni.
Alte naționalități (mii persoane):
- germani: 40,3
- bulgari: 45,6
- spanioli: 73,6
- francezi: 176,2
- britanici: 16,2
- greci: 18,7
- portughezi: 51,8
- români: 117,3
- italieni: 163,5
- polonezi: 69,1
- ruși: 11,4
- indieni: 17,1
- chinezi: 13,5
- afgani: 19,6
- irakieni: 11,6
- turci: 38,9
- camerunezi: 15,2
- congolezi (Kinshasha): 21,6
- guineeni: 10,2
- algerieni: 10,3
- marocani: 81,4
- americani: 10,5
- brazilieni: 10,9
Cetățeni ai altor țări europene erau 100,6 mii locuitori (din care U.E. 53 mii). Din alte țări africane erau 60,5 mii rezidenți, din alte țări din America erau 19 mii rezidenți, iar din alte țări din Asia, 78 mii.
26,3 mii rezidenți aveau cetățenie nedeterminată sau erau apatrizi.

## Cultură

Turnul Babel (c. 1563) de Pieter Bruegel cel Bătrân

În ciuda diviziunilor politice și lingvistice, regiunea ce corespunde Belgiei actuale a fost centrul înfloririi unor mari mișcări artistice, care au exercitat o puternică influență asupra artei și culturii europene. Astăzi, într-o anumită măsură, viața culturală este concentrată în fiecare comunitate lingvistică, o sferă culturală comună fiind greu de realizat din cauza diferitelor bariere. Din anii 1970, nu mai există universități și colegii bilingve în țară, cu excepția Academiei Militare Regale și a Academiei Maritime de la Anvers, nici mass-media bilingvă și nu există nicio organizație științifică și culturală în care să fie reprezentate ambele comunități. Forțele ce îi țineau odinioară pe belgieni împreună—romano-catolicismul și opoziția economică și politică față de Țările de Jos—nu mai au putere.

### Artă

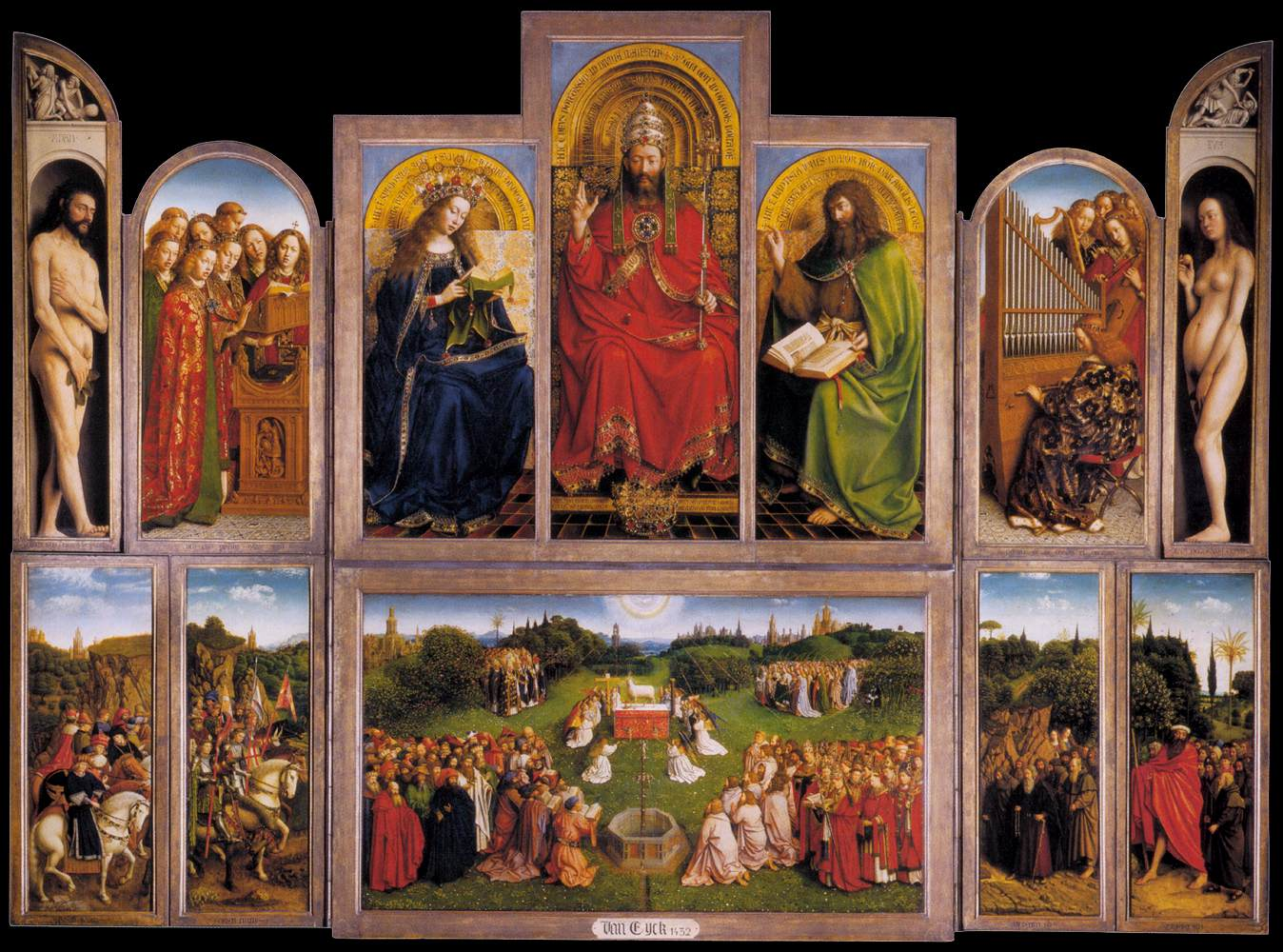
Altarul de la Gent: Adorația Mielului Mistic (interior), pictură din 1432 de van Eyck

Contribuțiile în domeniul picturii și arhitecturii au fost deosebit de bogate. Arta mosană, cea neerlandeză veche, Renașterea flamandă și pictura barocă și marile exemple de arhitectură romanescă, gotică, renascentistă și barocă sunt pietre de hotar în istoria artei. În vreme ce arta secolului al XV-lea în Țările de Jos a fost dominată de picturile religioase ale lui Jan van Eyck și Rogier van der Weyden, secolul al XVI-lea se caracterizează printr-o gamă mai largă de stiluri, cum ar fi peisajele lui Peter Breughel și reprezentarea anticului de către Lambert Lombard. Deși stilul baroc al lui Peter Paul Rubens și Anthony van Dyck au înflorit la începutul secolului al XVII-lea în Țările de Jos Meridionale, ea s-a aflat în declin în alte părți.
În secolele al XIX-lea și al XX-lea, au apărut numeroși pictori romantici, expresioniști și suprarealiști, între care James Ensor și ceilalți artiști din grupul Les XX, Constant Permeke, Paul Delvaux și René Magritte. Mișcarea avangardistă CoBrA a apărut în anii 1950, iar sculptorul Panamarenko rămâne o remarcabilă figură a artei contemporane. Artistul multidisciplinar Jan Fabre și pictorul Luc Tuymans sunt alte figuri de renume internațional de pe scena artei contemporane.
Contribuțiile belgienilor la arhitectură au continuat în secolele al XIX-lea și al XX-lea, inclusiv prin operele lui Victor Horta și Henry van de Velde, principalii inițiatori ai curentului Art Nouveau.
Muzica vocală din Școala Franco-Flamandă s-a dezvoltat în sudul Țărilor de Jos și a reprezentat o importantă contribuție la cultura Renașterii. În secolele al XIX-lea și al XX-lea, s-au evidențiat mari violoniști, cum ar fi Henri Vieuxtemps, Eugène Ysaÿe și Arthur Grumiaux, în vreme ce Adolphe Sax a inventat în 1846 saxofonul. Compozitorul César Franck s-a născut în Liège în 1822. Muzica contemporană din Belgia are și ea o reputație deosebită. Jazzistul Toots Thielemans și cântărețul Jacques Brel au devenit celebri. În muzica pop/rock, Telex, Front 242, K's Choice, Hooverphonic, Zap Mama, Soulwax și dEUS sunt celebre. Pe scena heavy metal, formații ca Machiavel, Channel Zero și Enthroned au admiratori în toată lumea.
În Belgia a apărut și s-a dezvoltat genul de muzică electronică New Beat.
Belgia a dat lumii mai mulți scriitori celebri, între care se numără poetul Emile Verhaeren și romancierii Hendrik Conscience, Georges Simenon, Suzanne Lilar și Amélie Nothomb. Poetul și dramaturgul Maurice Maeterlinck a obținut Premiul Nobel pentru Literatură în 1911. Aventurile lui Tintin de Hergé este cea mai celebră bandă desenată franco-belgiană, dar mulți mari autori, ca Peyo (Ștrumfii), André Franquin (Gaston Lagaffe), Edgar P. Jacobs și Willy Vandersteen au adus industriei belgiene a benzilor desenate un renume mondial.
Cinematografia belgiană a transpus pe ecran romane flamande. Alți regizori belgieni au fost și André Delvaux, Stijn Coninx, Luc și Jean-Pierre Dardenne; celebri actori au fost Jan Decleir și Marie Gillain; iar între cele mai apreciate filme se numără C'est arrivé près de chez vous și Afacerea Alzheimer. În anii 1980, Academia Regală de Arte Frumoase din Anvers a produs importanți creatori de modă, cunoscuți sub numele de Cei Șase de la Anvers.

### Folclor

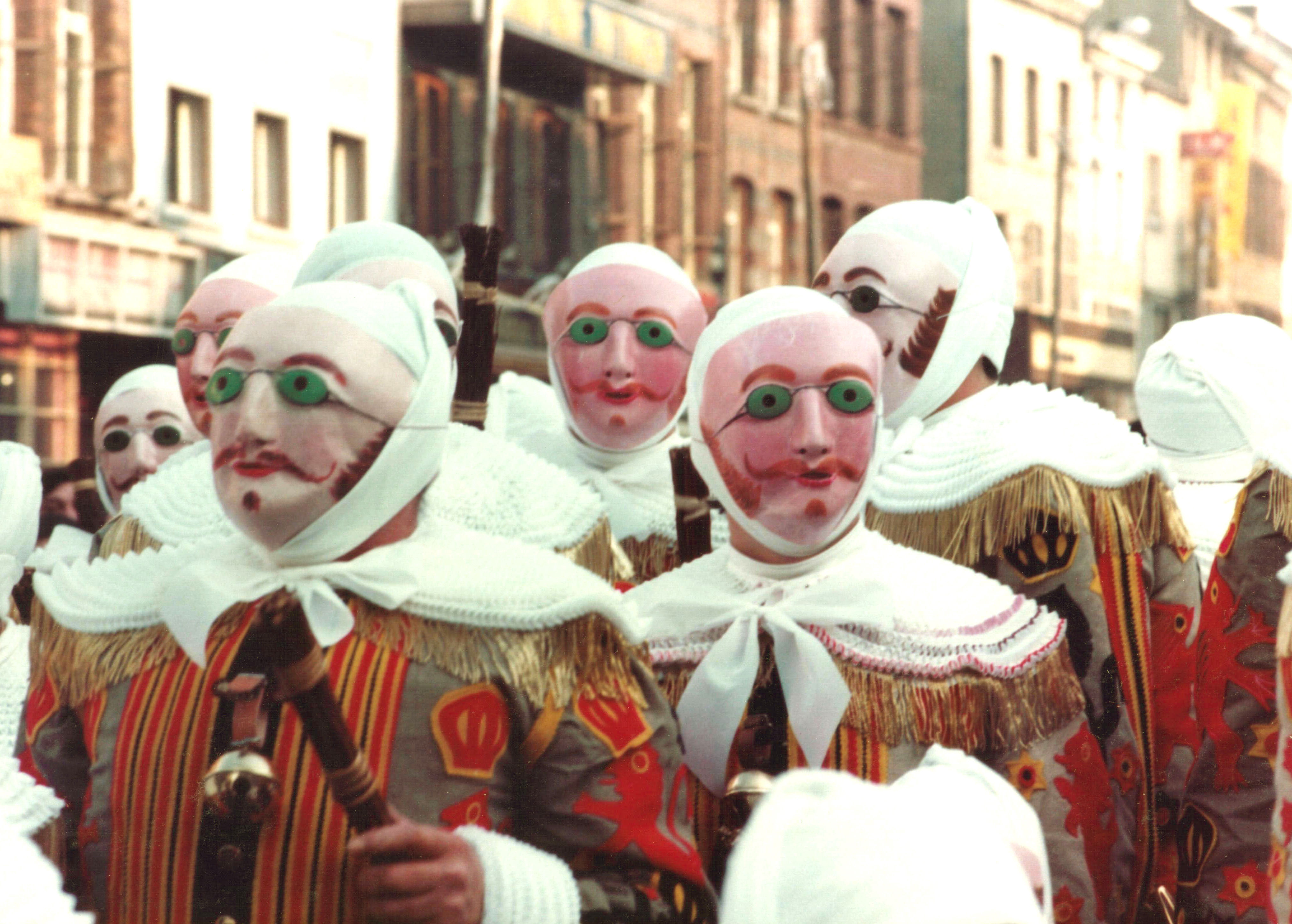
Gilles din Binche, costumați, și cu măști de ceară

Foclorul joacă un rol major în viața culturală belgiană: țara are un număr deosebit de mare de procesiuni, cavalcade, parade, ommegangs și ducasses, „kermesse” și alte festivaluri locale, aproape mereu cu un fundal sau un istoric religios. Carnavalul de la Binche cu celebrii săi Gilles, și „uriașii și balaurii” din procesiunile de la Ath, Bruxelles, Dendermonde, Mechelen și Mons sunt recunoscuți de UNESCO drept capodopere ale tezaurului oral intangibil al omenirii.
Alte exemple sunt carnavalul din Aalst; încă foarte religioasele procesiuni ale Sfântului Sânge din Bruges, Virga Jesse Basilica din Hasselt și Basilica Doamnei Noastre din Hanswijk, Mechelen; festivalul de 15 august din Liège; și festivalul valon din Namur. Inițiat în 1832 și revitalizat în anii 1960, Gentse Feesten au devenit o tradiție modernă. O mare sărbătoare neoficială este și ziua Sfântului Nicolae, o sărbătoare pentru copii, și, la Liège, pentru studenți.

### Științe

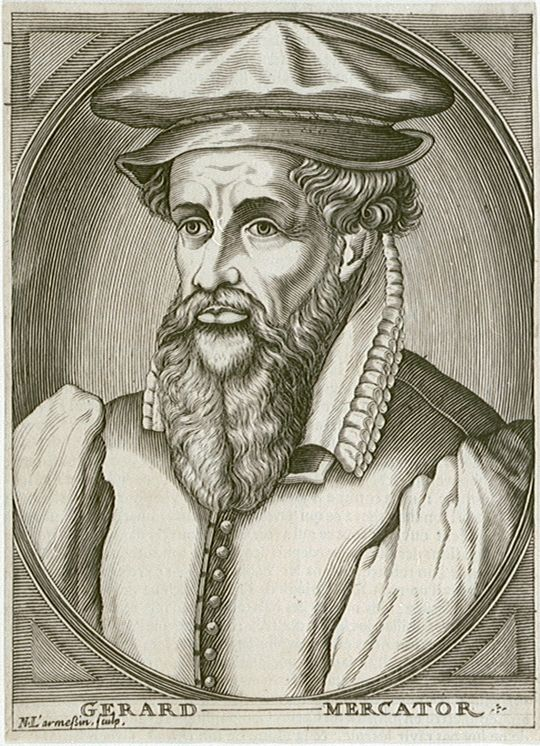
Gerardus Mercator

Înflorirea Europei Occidentale în secolul al XVI-lea a fost bazată și pe lucrările cartografului Gerardus Mercator, ale anatomistului Andreas Vesalius, ale botanistului Rembert Dodoens și ale matematicianului Simon Stevin printre cei mai influenți oameni de știință.
Chimistul Ernest Solvay și inginerul Zenobe Gramme (École Industrielle de Liège) sunt cunoscuți pentru procesul Solvay și, respectiv, dinamul Gramme, dezvoltate în anii 1860. Bachelita a fost dezvoltată în 1907–1909 de Leo Baekeland. Ernest Solvay a fost și un mare filantrop, numele său fiind purtat de Institutul de Sociologie Solvay, de Școala Solvay de Economie și Management din Bruxelles și de Institutele Internaționale Solvay pentru Fizică și Chimie, care fac astăzi parte din Université Libre de Bruxelles. În 1911, el a demarat o serie de conferințe, Conferințele Solvay despre Fizică și Chimie, care au avut un profund impact asupra evoluției fizicii cuantice și chimiei. O mare contribuție în știința fundamentală se datorează unui belgian, Georges Lemaître (Universitatea Catolică din Leuven), creditat cu propunerea teoriei Big Bangului pentru originea universului, în 1927.
Trei Premii Nobel pentru Fiziologie sau Medicină au fost acordate unor belgieni: Jules Bordet (Université Libre de Bruxelles) în 1919, Corneille Heymans (Universitatea Gent) în 1938 și Albert Claude (Université Libre de Bruxelles) împreună cu Christian De Duve (Université Catholique de Louvain) în 1974. Ilya Prigogine (Université Libre de Bruxelles) a primit Premiul Nobel pentru Chimie în 1977. Doi matematicieni belgieni au primit medalia Fields: Pierre Deligne în 1978 și Jean Bourgain în 1994.

### Sport
Fotbalul și ciclismul sunt sporturi populare în rândul belgienilor. Eddy Merckx este considerat a fi cel mai mare ciclist din toate timpurile. În fotbal Jupiler League este competiția fotbalistică cea mai importantă, iar cluburi ca R.S.C. Anderlecht au avut deseori succese importante pe plan european. În ultimii ani două jucătoare de tenis belgiene au avut succese importante, fiecare clasându-se pe prima poziție în clasamentul WTA, este vorba de Kim Clijsters și Justine Henin.
Circuitul Spa-Francorchamps găzduiește Marele Premiu al Belgiei din calendarul competiției Formula 1. Pilotul belgian Jacky Ickx a câștigat 8 mari premii și a terminat de două ori pe locul doi în Campionatul Mondial de Formula 1. Thierry Boutsen este un alt pilot belgian ce a câștigat 3 curse în 1989 și 1990.
În 1920 orașul Anvers a găzduit Jocurile Olimpice de vară, în 2000 Belgia a găzduit împreună cu Țările de Jos Campionatul European de Fotbal iar Beneluxul și-a depus candidatura pentru a găzdui ediția din 2018 a Campionatului Mondial de Fotbal.

### Gastronomie
Belgia este cunoscută la nivel internațional pentru specialitățile ei gastronomice. Numeroase restaurante belgiene pot fi găsite în ghiduri gastronomice importante, ca de exemplu Ghidul Michelin. Gofrele, cartofii prăjiți și midiile sunt printre cele mai cunoscute specialități belgiene, dar există numeroase specialități locale. Belgia este renumită pentru ciocolata produsă aici, numeroase mărci locale devenind foarte cunoscute pe plan internațional.
Belgia este cunoscută de asemenea pentru cele peste 500 specialități de bere. Berea belgiană conține una dintre cele mai mari varietăți de beri de calitate din lume, de la bere blondă și brună până la celebrele beri trapiste și lambic. Originile berii belgiene se găsesc în evul mediu când mănăstirile o produceau pentru consumul propriu și mai târziu ca un mijloc de a-și rotunji veniturile. Cu toate că producția de bere este dominată de corporațiile internaționale Inbev și Alken Maes, continuă să existe aproximativ 125 berării independente în întreaga țară.

## Turism
Printre cele mai importante obiective turistice se numără:
- Anvers
  - Catedrala din Anvers
  - Gara Antwerpen-Centraal
- Bouillon
  - Castelul Bouillon
- Bruges
  - Canalele din Bruges
  - Turnul-clopotniță
- Bruxelles
  - Piața Mare din Bruxelles
- Gent
  - Castelul Gravensteen
- Leuven
  - Primăria
- Mechelen
  - Piața Mare
- Mons
  - Clopotnița
- Tournai
  - Catedrala Notre Dame

### Patrimoniul mondial
Pe lista patrimoniului mondial UNESCO sunt înscrise următoarele obiective din Belgia:
- Ansamblul „Béguinages flamands” (1998)
- Clopotnițele din Belgia și Franța (1999)
- Centrul istoric din Bruges (2000)
- Piața Centrală („Grote Markt” / „Grand' Place”) din Bruxelles (1998)
- Casele urbane ale arhitectului Victor Horta (2000)
- Cariera neolitică de silex (cremene) de la Spiennes (Mons) (2000)
- Catedrala Notre-Dame din Tournai (2000)
- Muzeul Plantin-Moretus (2005)
- Casa Stoclet (2009)
- Elevatoarele de ambarcațiuni de pe Canal du Centre (1998)
- Pădurile primare și bătrâne de fag din Carpați și din alte regiuni ale Europei cuprinde, începând cu 2017, câteva zone protejate din preajma Bruxelles-ului

Patrimoniul mondial intangibil cuprinde și el repertoriul ritualurilor grupelor de vârstă din Leuven, carnavalul din Aalst, carnavalul din Binche, procesiunea Sângelui Sfânt din Bruges, procesiunile cu uriași și dragoni în Belgia și Franța, festivalul pâinii și focului din Geraardsbergen, târgul de iarnă din Sint-Lievens-Houtem, marșurile din Entre-Sambre-et-Meuse, pescuitul călare de creveți în Oostduinkerke, și, element împărțit cu alte țări, vânătoarea de șoimi.